# Segunda División de Venezuela 2008-09
La Temporada 2008-09 de la Segunda División de Venezuela inicio el 10 de agosto de 2008 y finalizó el 30 de mayo de 2009 con la participación de 16 equipos.
El ganador del Torneo Apertura 2008 obtiene un cupo directo a la Primera División de Venezuela, mientras el ganador del Clausura 2009 obtiene el otro cupo directo a la Primera División de Venezuela.
Los dos últimos equipos posicionados en la Tabla Acumulada de la Temporada 2008-09 descienden a la Segunda División B de Venezuela.

## Equipos participantes
Los equipos participantes en la Temporada 2008-09 de la Segunda División del Fútbol Venezolano son los siguientes:
| - Atlético Piar, de Aragua de Maturín - UA Trujillo, de Valera - Atlético Varyná CF, de Barinas - Baralt FC, de Mene Grande - Caracas FC B, de Caracas - SD Centro Ítalo, de Caracas - Deportivo Barinas, de Barinas - Hermandad Gallega FC, de Valencia |  | - Policía de Lara FC, de Barquisimeto - Real Esppor Club, de Caracas - Trujillanos FC, de Valera - UCLA FC, de Barquisimeto - UCV FC, de Caracas - Unefa CF, de Caracas - Unión Lara FC, de Barquisimeto - Yaracuyanos FC, de San Felipe |

Cambio de nombre:
- Atlético PDVSA Gas pasó a llamarse Atlético Varyná CF

## Torneo Apertura 2008
El Torneo Apertura 2008 fue el primer torneo de la Temporada 2008-09 en la Segunda División de Venezuela. El Unión Atlético Trujillo se coronó campeón del mismo obteniendo el cupo a la primera división del fútbol Venezolano.

### Clasificación
|    | Equipo                  | PTS | JJ | JG | JE | JP | GF | GC | DG  |
| -- | ----------------------- | --- | -- | -- | -- | -- | -- | -- | --- |
| 1  | Unión Atlético Trujillo | 36  | 15 | 11 | 3  | 1  | 29 | 14 | 15  |
| 2  | Real Esppor Club        | 32  | 15 | 9  | 5  | 1  | 30 | 13 | 17  |
| 3  | SD Centro Ítalo FC      | 31  | 15 | 9  | 4  | 2  | 31 | 16 | 15  |
| 4  | Trujillanos FC          | 29  | 15 | 9  | 2  | 4  | 33 | 17 | 16  |
| 5  | Policía de Lara FC      | 24  | 15 | 8  | 0  | 7  | 23 | 21 | 2   |
| 6  | Caracas FC              | 21  | 15 | 5  | 6  | 4  | 18 | 13 | 5   |
| 7  | Hermandad Gallega FC    | 21  | 15 | 6  | 3  | 6  | 22 | 23 | -1  |
| 8  | UCV FC                  | 20  | 15 | 5  | 5  | 5  | 21 | 19 | 2   |
| 9  | Deportivo Barinas       | 18  | 15 | 4  | 6  | 5  | 23 | 18 | 5   |
| 10 | Yaracuyanos FC          | 18  | 15 | 4  | 6  | 5  | 20 | 20 | 0   |
| 11 | Unión Lara FC           | 18  | 15 | 5  | 3  | 7  | 22 | 25 | -3  |
| 12 | Atlético Varyná CF      | 16  | 15 | 4  | 4  | 7  | 14 | 19 | -5  |
| 13 | Baralt FC               | 15  | 15 | 4  | 3  | 8  | 11 | 22 | -11 |
| 14 | Atlético Piar           | 14  | 15 | 4  | 2  | 9  | 11 | 25 | -14 |
| 15 | Unefa CF                | 13  | 15 | 3  | 4  | 8  | 9  | 20 | -11 |
| 16 | UCLA FC                 | 5   | 15 | 1  | 2  | 12 | 7  | 39 | -32 |

Leyenda: PTS (Puntos), JJ (Juegos jugados), JG (Juegos Ganados), JE (Juegos Empatados), JG (Juegos Perdidos), GF (Goles a Favor), GC (Goles en Contra), DG (Diferencia de Goles).

## Torneo Clausura 2009
El Torneo Clausura 2009 segundo torneo de la Temporada 2008-09 en la Segunda División de Venezuela. Baralt FC se retiró y no disputará el Clausura. El SD Centro Ítalo FC se coronó campeón del mismo obteniendo el cupo a la Primera División de Venezuela.

### Clasificación
|    | Equipo                  | PTS | JJ | JG | JE | JP | GF | GC | DG  |
| -- | ----------------------- | --- | -- | -- | -- | -- | -- | -- | --- |
| 1  | SD Centro Ítalo FC      | 33  | 14 | 10 | 3  | 1  | 31 | 12 | 19  |
| 2  | Real Esppor Club        | 31  | 14 | 10 | 1  | 3  | 27 | 15 | 12  |
| 3  | Trujillanos FC          | 31  | 14 | 10 | 1  | 3  | 22 | 13 | 9   |
| 4  | Unión Atlético Trujillo | 24  | 14 | 7  | 3  | 4  | 26 | 20 | 6   |
| 5  | Deportivo Barinas       | 23  | 14 | 7  | 2  | 5  | 26 | 21 | 5   |
| 6  | UCV FC                  | 20  | 14 | 5  | 5  | 4  | 15 | 17 | -2  |
| 7  | Policía de Lara FC      | 19  | 14 | 5  | 4  | 5  | 22 | 20 | 2   |
| 8  | Caracas FC              | 19  | 14 | 5  | 4  | 5  | 22 | 24 | -2  |
| 9  | Yaracuyanos FC          | 18  | 14 | 4  | 6  | 4  | 18 | 18 | 0   |
| 10 | Atlético Varyná CF      | 18  | 14 | 5  | 3  | 6  | 20 | 21 | -1  |
| 11 | Unión Lara FC           | 17  | 14 | 5  | 2  | 7  | 17 | 24 | -7  |
| 12 | Atlético Piar           | 11  | 14 | 3  | 2  | 9  | 17 | 27 | -10 |
| 13 | Hermandad Gallega FC    | 11  | 14 | 2  | 5  | 7  | 16 | 23 | -7  |
| 14 | Unefa CF                | 10  | 14 | 2  | 4  | 8  | 18 | 27 | -9  |
| 15 | UCLA FC                 | 6   | 14 | 1  | 3  | 10 | 11 | 28 | -17 |

Leyenda: PTS (Puntos), JJ (Juegos jugados), JG (Juegos Ganados), JE (Juegos Empatados), JG (Juegos Perdidos), GF (Goles a Favor), GC (Goles en Contra), DG (Diferencia de Goles).

## Final[1]
La final de la categoría, por convenio de los equipos campeones en ambos torneos (Apertura y Clausura) y la FVF, se jugó a partido único en el estadio Estadio Brígido Iriarte
| 30 de mayo de 2009 | SD Centro Ítalo | 0-2 (0-1) | Unión Atlético Trujillo                    | Estadio Brígido Iriarte, Caracas                      |                                                       |
|                    |                 |           | Ridenson Morillo 41' · Jonathan Copete 53' | Asistencia: 300 espectadores Árbitro(s): Rafael López | Asistencia: 300 espectadores Árbitro(s): Rafael López |

Unión Atlético Trujillo

Campeón

## Acumulada

### Clasificación
| Pos | Equipo                  | Pts | JJ | JG | JE | JP | GF | GC | Dif | Competición            |  |
| --- | ----------------------- | --- | -- | -- | -- | -- | -- | -- | --- | ---------------------- |  |
| 1   | SD Centro Ítalo         | 64  | 29 | 19 | 7  | 3  | 62 | 28 | 34  | Asciende a Primera     |  |
| 2   | Real Esppor Club*       | 63  | 29 | 19 | 6  | 4  | 57 | 28 | 29  | Asciende a Primera     |  |
| 3   | Trujillanos FC**        | 60  | 29 | 19 | 3  | 7  | 55 | 30 | 25  | Asciende a Primera     |  |
| 4   | Unión Atlético Trujillo | 60  | 29 | 18 | 6  | 5  | 55 | 34 | 21  |                        |  |
| 5   | Policía de Lara FC      | 43  | 29 | 13 | 4  | 12 | 45 | 41 | 4   |                        |  |
| 6   | Deportivo Barinas       | 41  | 29 | 11 | 8  | 10 | 49 | 39 | 10  |                        |  |
| 7   | Caracas FC              | 40  | 29 | 10 | 10 | 9  | 40 | 37 | 3   |                        |  |
| 8   | UCV FC                  | 40  | 29 | 10 | 10 | 9  | 36 | 36 | 0   |                        |  |
| 9   | Yaracuyanos FC***       | 36  | 29 | 8  | 12 | 9  | 38 | 38 | 0   | Asciende a Primera     |  |
| 10  | Unión Lara FC           | 35  | 29 | 10 | 5  | 14 | 39 | 49 | -10 |                        |  |
| 11  | Atlético Varyná CF      | 34  | 29 | 9  | 7  | 13 | 35 | 39 | -4  |                        |  |
| 12  | Hermandad Gallega FC    | 32  | 29 | 8  | 8  | 13 | 38 | 46 | -8  |                        |  |
| 13  | Atlético Piar           | 25  | 29 | 7  | 4  | 18 | 28 | 52 | -24 |                        |  |
| 14  | Unefa FC                | 23  | 29 | 5  | 8  | 16 | 27 | 47 | -20 |                        |  |
| 15  | Baralt FC               | 15  | 15 | 4  | 3  | 8  | 11 | 22 | -11 | Descienden a Segunda B |  |
| 16  | UCLA FC                 | 11  | 29 | 2  | 5  | 22 | 18 | 67 | -49 | Descienden a Segunda B |  |

* Real Esppor Club se fusionó con el Unión Atlético Trujillo.
** Trujillanos FC ocupa el puesto dejado por AC Minervén FC por haber incumplido compromisos en sus filiales sub-17 y sub-20.
*** Unión Atlético Maracaibo vendió su cupo en Primera División y cedió los derechos a Yaracuyanos FC.
Leyenda: PTS (Puntos), JJ (Juegos jugados), JG (Juegos Ganados), JE (Juegos Empatados), JG (Juegos Perdidos), GF (Goles a Favor), GC (Goles en Contra), DG (Diferencia de Goles).
|  |                                                 |
|  | Cupo Directo a la Primera División de Venezuela |
|  | Desciende a la Segunda B                        |

### Top 4 Goleadores
| Jugador | Jugador              | Jugador            | Goles | Equipo            |
| ------- | -------------------- | ------------------ | ----- | ----------------- |
| 1       | Bandera de Colombia  | Jonathan Copete    | 15    | UA Trujillo       |
| 2       | Bandera de Venezuela | Alexis Chirinos    | 14    | Real Esppor Club  |
| 3       | Bandera de Venezuela | Johan Lista        | 12    | Deportivo Barinas |
| 3       | Bandera de Venezuela | John Ramírez Pombo | 12    | Trujillanos FC    |

## Resultados
Resultados oficiales del Torneo Apertura (A) y el Torneo Clausura (C) de la Segunda División Venezolana de Fútbol 2008/09. Las filas corresponden a los juegos de local mientras que las columnas corresponden a los juegos de visitante de cada uno de los equipos.
| 2008/09                 | AVA     | BAR     | CCS     | DBA     | HG      | POL     | RES     | SDCI    | TRU     | UCLA    | UCV     | UNF     | UAT     | UAP     | LAR     | YAR     |         |
| Atlético Varyná CF      |         |         |         |         |         |         |         |         |         |         |         |         |         |         |         |         |         |
| Baralt FC               | 0-5 (C) |         |         |         |         |         |         |         |         | 2-1 (A) | 0-3 (C) | 0-2 (C) | 3-2 (A) | 2-8 (C) | 1-5 (C) | 2-4 (A) | 1-3 (C) |
| Caracas FC B            | 2-2 (C) | 6-0 (C) |         | 0-0 (A) |         |         |         |         |         |         |         | 4-3 (C) | 1-0 (A) | 1-0 (C) | 2-0 (C) | 2-2 (A) | 1-1 (A) |
| Deportivo Barinas       | 2-1 (A) | 5-2 (C) | 1-1 (C) |         | 0-0 (A) | 4-3 (A) |         |         |         |         |         |         |         | 3-1 (C) | 7-1 (A) | 4-0 (A) | 3-1 (A) |
| Hermandad Gallega FC    | 2-0 (A) | 1-0 (A) | 0-0 (A) | 1-2 (C) |         | 4-0 (A) |         |         |         |         |         |         |         | 3-0 (A) | 1-0 (A) | ND (C)  | 3-1 (C) |
| Policía de Lara FC      | 2-2 (A) | 5-3 (A) | 2-1 (A) | 3-1 (C) | 3-1 (C) |         | 1-1 (C) | 1-0 (C) |         |         |         |         |         |         |         | ND (C)  | 1-2 (C) |
| Real Esppor Club        | 3-1 (C) | 3-4 (C) | 0-1 (C) | 3-1 (A) | 3-1 (A) | 1-0 (A) |         | 1-1 (C) | 5-1 (A) |         |         |         |         |         |         |         | 2-0 (A) |
| SD Centro Italo         | 0-1 (C) | 3-1 (C) | 2-1 (C) | 1-2 (A) | 1-0 (A) | 2-0 (A) | 2-2 (A) |         |         |         |         |         |         |         |         | 0-1 (A) | 0-2 (A) |
| Trujillanos FC          | 1-2 (A) | 1-1 (A) | 1-0 (A) | 0-3 (C) | 2-1 (C) | 2-1 (C) | 1-0 (C) | 1-1 (A) |         | 2-2 (A) | 0-0 (A) |         |         |         |         |         |         |
| UCLA FC                 | 0-5 (C) |         |         |         |         |         |         |         | 2-3 (C) |         | 2-4 (C) | 0-1 (A) | 1-0 (A) | 0-1 (C) | 3-3 (C) | 1-2 (A) | 1-2 (A) |
| UCV FC                  | 2-1 (C) |         |         |         |         |         |         |         | 1-0 (C) | 3-0 (A) |         | 1-2 (C) | 2-0 (A) | 3-1 (C) | 2-0 (C) | 2-3 (A) | 2-2 (C) |
| UNEFA FC                | 1-1 (A) |         |         |         |         |         |         |         | 3-1 (A) | 4-0 (C) | 1-1 (A) |         | 2-2 (C) | 1-0 (A) | 6-0 (A) | ND (C)  | 2-1 (C) |
| Unión Atlético Trujillo | 0-1 (A) | 3-0 (A) |         |         |         |         |         |         |         | 7-0 (C) | 0-1 (C) | 1-1 (A) |         | 3-3 (A) | 2-4 (A) | 1-2 (A) | 1-1 (A) |
| Unión Atlético Píar     | 1-2 (C) | 1-0 (A) | 1-3 (A) | 1-4 (A) | 1-1 (C) | 2-1 (C) | 2-1 (A) | 1-4 (A) | 2-1 (C) | 5-0 (A) | 1-1 (A) | 1-1 (C) | 2-1 (C) |         | 0-2 (C) | ND (C)  | 2-3 (C) |
| Unión Lara FC           | 1-1 (A) | 1-2 (A) | 0-1 (A) | 0-0 (C) | 2-2 (C) | 1-2 (C) | 1-1 (C) | 0-0 (A) | 0-0 (C) | 1-0 (A) | 1-6 (A) | 1-0 (C) | 1-1 (C) | 0-0 (A) |         | ND (C)  | 3-3 (C) |
| Unión Atlético Píar     | 3-0 (A) | ND (C)  | ND (C)  | ND (C)  | 1-0 (A) | 3-2 (A) | 0-3 (A) | ND (C)  | 2-0 (A) | ND (C)  | ND (C)  | 2-1 (A) | ND (C)  | 3-3 (A) | 2-1 (A) |         | n/p (A) |
|                         | AVA     | BAR     | CCS     | DBA     | HG      | POL     | RES     | SDCI    | TRU     | UCLA    | UCV     | UNF     | UAT     | UAP     | LAR     | YAR     |         |

Resultados: azul corresponden a victoria del equipo local, rojo a victoria visitante y amarillo a empate. Verde corresponde a triunfo por inasistencia del rival

### Reconocimientos
| Reconocimiento           |                      |
| ------------------------ | -------------------- |
| Jugador más destacado    | Edson Rodríguez      |
| Entrenador más destacado | Alessandro Corridore |
| Mejor Portero            | Euro Guzmán          |
| Mejor Juvenil            | Manuel Granados      |
| Mejor Árbitro            | Miguel Goyo          |
| Fair Play                | Real Esppor Club     |